# 셜리 패터슨
셜리 패터슨(Shirley Patterson, 1922년 12월 26일 ~ 1995년 4월 4일)은 미국의 배우, 텔레비전 배우, 영화배우이다.

## 영화
- 잇! 더 테러 프롬 비욘드 스페이스 (1958년)
- 랜드 언노운 (1957년)
- 은배 (1954년)
- 배트맨 (1943년)